# Georges Ritleng
Georges Louis Édouard Ritleng, né le 6 décembre 1875 à Strasbourg et mort le 5 mai 1972 au Mont Sainte-Odile, est un peintre paysagiste et graveur alsacien, personnalité de la vie artistique strasbourgeoise pendant la première moitié du XXe siècle, notamment au sein du Cercle de Saint-Léonard, puis de la Société des artistes alsaciens,. Il dirigea l'École des arts décoratifs de Strasbourg de 1933 à 1939.
Plusieurs versions de son autobiographie ont été publiées : Étapes sur le chemin de ma vie 1875-1955 (1955), Souvenirs de jeunesse d'un vieux Strasbourgeois : 1875-1905 (1964), Évocations et souvenances d'un Strasbourgeois (1970)  et Souvenirs d'un vieux Strasbourgeois (1973).